# Roeselia oblita
Roeselia oblita är en fjärilsart som beskrevs av Alfred Ernest Wileman och Reginald James West 1929.
Roeselia oblita ingår i släktet Roeselia och familjen trågspinnare. Inga underarter finns listade.